# Pristimantis aureolineatus
Espèce
Synonymes
- Eleutherodactylus aureolineatus Guayasamin, Ron, Cisneros-Heredia, Lamar & McCracken, 2006

Statut de conservation UICN

 LC  : Préoccupation mineure
Pristimantis aureolineatus est une espèce d'amphibiens de la famille des Craugastoridae.

## Répartition
Cette espèce se rencontre en dessous de 350 m d'altitude dans le haut bassin amazonien :
- au Pérou dans la région de Loreto ;
- en Équateur dans les provinces de Sucumbíos, de Napo, d'Orellana et de Pastaza.

## Description
Les mâles mesurent de 19,7 à 28,8 mm et les femelles de 26,3 à 30,5 mm.

## Publication originale
- Guayasamin, Ron, Cisneros-Heredia, Lamar & McCracken, 2006 : A new species of frog of the Eleutherodactylus lacrimosus assemblage (Leptodactylidae) from the western Amazon Basin, with comments on the utility of canopy surveys in lowland rainforest. Herpetologica, vol. 62, no 2, p. 191-202 (texte intégral).